# Ambroise Paré

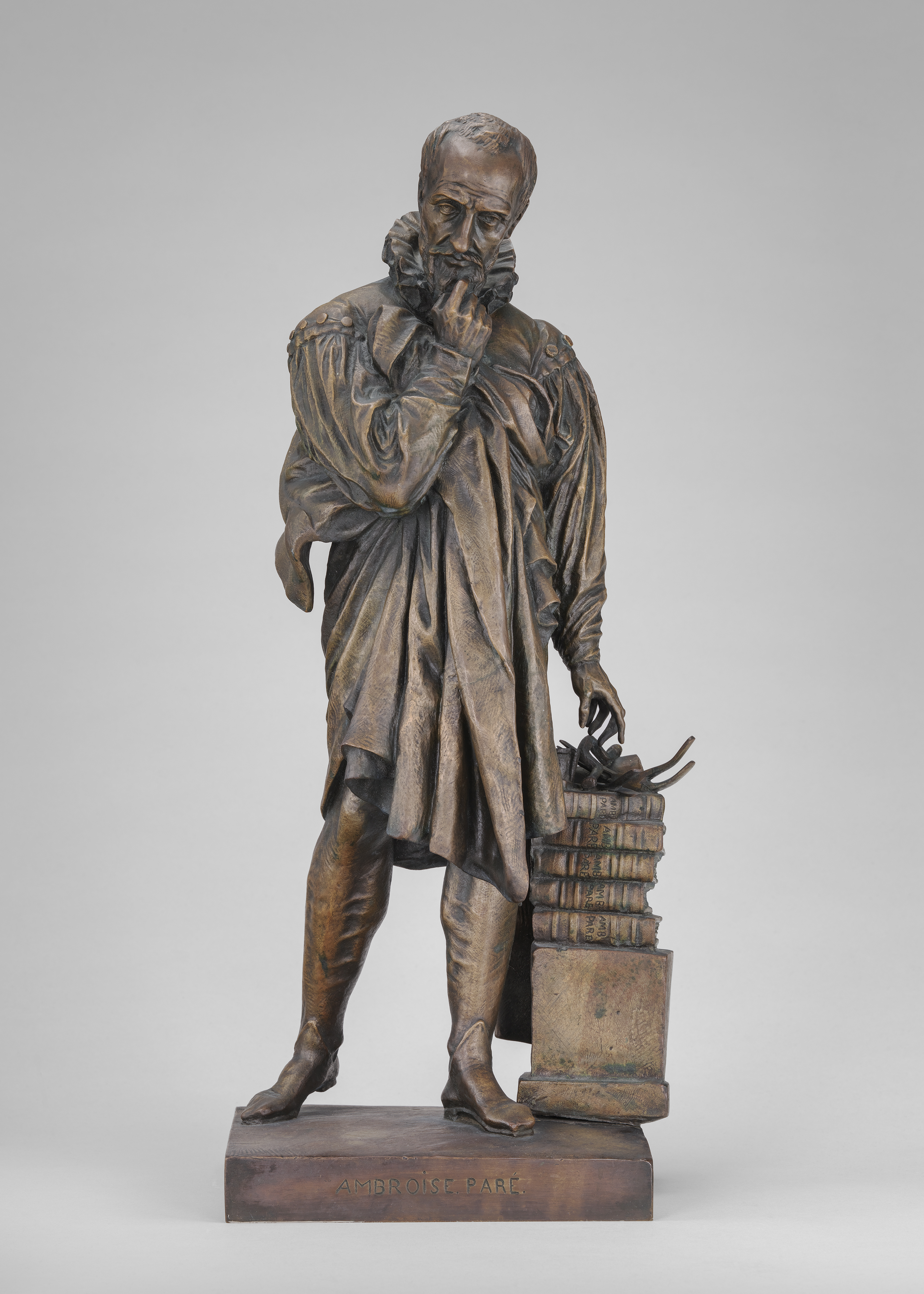
David d’Angers, Pomnik Ambroise Paré, 1836-1839 r.

Ambroise Paré (pol. Ambroży Pare) (ur. około 1510 w Bourg-Hersent we Francji, zm. 20 grudnia 1590 w Paryżu) – francuski chirurg długiej togi, uznawany za najwybitniejszego chirurga renesansu i jednego z ojców współczesnej chirurgii. Autor kilkudziesięciu prac naukowych pisanych po francusku.

## Życiorys
W wieku 20 lat zaczął pracę jako chirurg polowy we francuskiej armii. Dzięki zdobytym doświadczeniom opracował bardziej humanitarne metody postępowania z rannymi. Jego talent został szybko zauważony i został chirurgiem królewskim Henryka II, a następnie Franciszka II, Karola IX i Henryka III. W 1537 w swoim dziele skrytykował szeroko wówczas stosowane przyżeganie rozgrzanym do czerwoności żelazem i zalewanie wrzącym olejem ran. Wynalazł kleszczyki hemostatyczne do zaciskania naczyń co znacznie obniżyło śmiertelność podczas amputacji.
W dziedzinie chirurgii ogólnej opracował metody operowania przepuklin. Zajmował się również ortopedią, do której wprowadził leczenie za pomocą wyciągu. Innowacyjne metody wprowadził także w położnictwie. Chorych zaopatrywał w protezy kosmetyczne i metalowe gorsety.